# ویولت گیبسون
ویولت گیبسون (انگلیسی: Violet Gibson؛ ۳۱ اوت ۱۸۷۶ – ۲ مهٔ ۱۹۵۶) بانوی اهل انگلستان-جمهوری ایرلند بود که در سال ۱۹۲۶ اقدام به ترور بنیتو موسولینی نمود.

## ترور موسولینی
روز ۷ آوریل ۱۹۲۶ ویولت گیبسون راهش را از میان جمعیت حاضر در رم باز کرد و تیری به طرف بنیتو موسولینی دیکتاتور و رهبر ایتالیا شلیک کرد. تفنگ گیر کرد و گیبسون توانست یک گلوله شلیک کند. موسولینی از این سوء قصد جان سالم به در برد. هوادارن موسولینی به طرفش هجوم آوردند ولی دخالت پلیس جانش را نجات داد. در روزهای بعد از این ترور ناموفق، ویلیام کاسگریو، رئیس‌جمهور دولت آزاد ایرلند، نامه‌ای به موسولینی نوشت و به او به خاطر این که جان سالم به در برده بود تبریک گفت.
گیبسون مدتی در ایتالیا بازداشت بود، احتمالاً به خاطر فرار از بی‌آبرویی ناشی از برگزاری یک دادگاه علنی در ایتالیا او را به انگلستان بازگرداندند.

## خانواده
ویولت دختر ادوارد گیبسون، از اشراف ایرلندی-انگلیسی و بلندمرتبه‌ترین قاضی وقت ایرلند، بود و نخستین حضورش در یک رویداد عمومی در بارگاه ملکه ویکتوریا رقم خورد.

## سال‌های پایانی عمر
ویولت گیبسون تا پایان عمرش در سال ۱۹۵۶ در بیمارستان روانی سنت اندروز در نورث‌همپتون بستری بود.

## تابلوی یادبود
شورای شهر دوبلین پیشنهاد کرد که تابلویی به یاد او نصب شود چون ویولت گیبسون کسی بود که «به دلایل عجیبی توسط هیئت حاکمه ایرلند، و همچین هیئت حاکمه بریتانیا، کاملاً نادیده گرفته شد».

## در فرهنگ عامه
در سال ۲۰۱۴ داستان گیبسون در قالب یک مستند رادیویی به گوش مخاطبان بیشتری رسید. این مستند در ادامه مبنای ساخت فیلمی شد به نام «ویولت گیبسون: زنی ایرلندی که به موسولینی شلیک کرد».
شیوان لاینم، سازنده این مستند رادیویی، می‌گوید «مردم به قصد زیارت پیش موسولینی می‌رفتند تا با او چای بنوشند، آن وقت یک زن، آن هم یک زن ۵۰ ساله، او را از فاصله نزدیک با تیر زد.»